# 同境
微分位相幾何学において、同境（読み：どうきょう、英: cobordism、独: Kobordismus、仏: cobordisme、露: Бордизм、中: 配边）とはコンパクト可微分多様体におけるひとつの同値関係である。もし二つのコンパクト可微分多様体{\displaystyle M}と{\displaystyle N}が或るコンパクト多様体の境界 {\displaystyle L}のような境界のようになることを与えるならば、それらは同境な（形容詞：仏: cobordant）または同境である（仏: cobordisme）。{\displaystyle L}が{\displaystyle M}と{\displaystyle N}からのひとつの同境を実現しても、このような多様体{\displaystyle L}が{\displaystyle M}と{\displaystyle N}からのひとつの同境である。そのような同境についての存在は{\displaystyle M}と{\displaystyle N}が同じ次元であることに関係する。
厳密にいうと、同境は同値関係ではない、なぜなら或る一定の{\displaystyle n}次元の可微分多様体における類別は集合ではない。しかしながら、二つの多様体{\displaystyle M}と{\displaystyle N}が同境であるにはこれらの多様体の微分同相の同値類での同一性に依存することが与えられている。同境は、微分同相を除いて区別する次元{\displaystyle n}の可微分多様体における集合での同値関係を定める。
規約しだいで、或る多様体は可算コンパクトを満たす。各々のコンパクトは 局所地図 （フランス語:  carte locale ）の領域の有限な個数において覆われることを与えられ、そして各々の領域は{\displaystyle \mathbb {R} ^{n}}の開集合で一体化する。或る可微分多様体はこのようにして連続体濃度である。次元{\displaystyle n}の可微分多様体の類は実数{\displaystyle \mathbb {R} }の集合における次元{\displaystyle n}の可微分多様体の集合のひとつの商として得られるのに似た微分同相により同一視される。
向き付けられた可微分多様体についての同境であるところの、より詳細な関係がある。境界をもつ或る多様体における或る向き付けはその境界における或る向き付けから得られる。{\displaystyle M}に連結する向き付け可能な可微分多様体について、異なった二つの向き付けが存在する。この向け付けが取り挙げられることにおいて一つあれば、{\displaystyle M}は向き付けられると呼ばれる。二番目の向き付けの負の多様体を{\displaystyle {\overline {M}}}で記す。コンパクトな境界を持った或る多様体が存在し、{\displaystyle {\overline {M}}}と{\displaystyle N}における直和が境界となるような向き付け{\displaystyle W}が存在すれば、二つの向き付けられたコンパクト多様体{\displaystyle M}と{\displaystyle N}は互いに同境と呼ばれる。{\displaystyle W}は{\displaystyle M}と{\displaystyle N}によって向き付けられた同境であると呼ばれる。
記事冒頭において取り上げるべきその他の同境についての概念も同じく存在する。

## 同境の例

### 0次元
0次元のコンパクト多様体はまさしく点の有限集合である。微分同相は全単射である。微分同相を除いて、それらは基数によって分類される。コンパクトな境界をもつ1次元のひとつの多様体は分かれた、区間{\displaystyle [0,1]}における複写物（仏: copy）ならびに円周の複写物の、単なる集まりである。区間の利用は幾つかの点の対を無効にする或る同境に対して可能にされる。これに対し、ひとつの点は点の対に対して同境ではない。実際、二つの有限集合はそれらが同じ偶奇性をもつ基数であるならば同境である。
関係する多様体のすべてのように、（{\displaystyle +}または{\displaystyle -}の）記号をもって記される、二つの向き付けを或る点は確かに有する。0次元の向き付けられたコンパクト多様体は記号{\displaystyle +}と{\displaystyle -}の有限な集まりである。向き付けられた区間{\displaystyle [0,1]}の複写物を使うことは、記号{\displaystyle +}と{\displaystyle -}を取り消す、もしくは記号{\displaystyle +}と{\displaystyle -}を生み出すことに逆な、向き付けられた同境を可能にする。数学で謂うところの署名を呼び出す、記号{\displaystyle +}の個数から記号{\displaystyle -}の個数を差し引いたものは、向き付けられた同境についての不変量である。

### 1次元

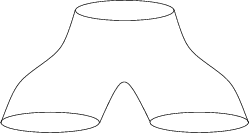
一つの円周（上部）と、分かれた二つの円周（下部）の合併、による同境。

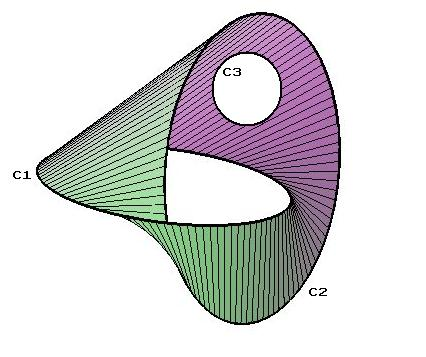
一つの円周と、分かれた二つの円周（と）の合併、による同境。

1次元に結合された唯一のコンパクト多様体は円周に似た微分同相のものである。実際、1次元のコンパクト可微分多様体は分かれた有限個の円周の寄せ集めである。数学で謂うところのズボンはひとつの円周と二つの円周のひとつの合併による或る同境を実現する（反対側の図を見よ）。いわば、分かれた有限個の円周の全部の合併は、ひとつの円周におけるその一周との同境である。1次元の同境はいかなる情報も与えない。

### 高次元
- {\displaystyle \mathbb {R} ^{n}}におけるコンパクトな超曲面のすべては、或るコンパクトな領域を境界づける。そのような領域からひとつの球状のものを取り去ったならば、{\displaystyle \mathbb {R} ^{n}}におけるコンパクトな超曲面のすべては、球面{\displaystyle S^{n-1}}と同境となる。
- 二次元の向き付け可能なコンパクトな曲面のすべては{\displaystyle R^{3}}における或るコンパクトな超曲面のようなものになる。先の例は二次元の向き付け可能な曲面のすべては同境であることをしめす。その同境は種数についての情報を与えない。
- 三次元の向け付け可能なコンパクト多様体のすべては球面{\displaystyle S^{3}}のようなもの（もしくは空集合、それは同様になる）と同境になる。その結果は高次元においては成り立たない。

## 制約条件
二つの可微分多様体が同境にあることを妨げるホモロジー的性質の制約条件がある。この制約条件は特性類を用いる。

### スティーフェル・ホイットニー数
- {\displaystyle \mathbb {Z} /2\mathbb {Z} }における係数によるすべての特性類は（正規化の手法により）そのスティーフェル・ホイットニー類に関する或る多項式のように記述される。
- {\displaystyle n}次元可微分多様体のすべてにおいて、{\displaystyle n}の分割{\displaystyle s}のすべては、{\displaystyle \mathbb {Z} /2\mathbb {Z} }におけるスティーフェル・ホイットニー数{\displaystyle w_{s}(M)}に結び付けられる。

ポントリャーギンの定理 ―  同じ次元の二つの可微分多様体がもし同境であれば、それらは同じスティーフェル・ホイットニー数を持つ。
トムの定理 ―  同じ次元の二つの可微分多様体が同じスティーフェル・ホイットニー数を持ては、それらは同境である。

## h‐同境理論
h‐同境理論は'再定義'（仏:  recollements）および位相的構成の用語での同境における理解を与える。その証明は モース関数 （フランス語:  fonction de Morse ）とモース理論の基礎の利用においてそれ自体を成り立たせる。

## 接触多様体における同境
接触多様体は、{\displaystyle \alpha \wedge (d\alpha )^{n}}が或る体積形式であるところの微分形式{\displaystyle \alpha }をもつ、奇数{\displaystyle N}次元のコンパクト可微分多様体である。それらは次のようである：
- 範囲内の'リュービル場'（仏:  champ de Liouville ）に存在するものである、近傍 での{\displaystyle M}の境界での連結成分の集まりの場合の、{\displaystyle 2n+2}次元シンプレクティック多様体{\displaystyle (M,\omega )}の凸面の境界；
- 範囲内のリュービル場に存在するものである、近傍での{\displaystyle M}の境界での連結成分の集まりの場合の、{\displaystyle 2n+2}次元シンプレクティク多様体{\displaystyle (M,\omega )}の凹面の境界；

それらが境界にあるシンプレクティック多様体{\displaystyle (M,\omega )}に存在する、ともに同境である二つの接触多様体{\displaystyle (N_{1},\alpha _{1})}と{\displaystyle (N_{2},\alpha _{2})} は、各々順に凹面と凸面の境界のようになる、{\displaystyle N_{1}}と{\displaystyle N_{2}}の直和である。

## 引用文献
1. ↑  Thom 1954; Strong 2016

- Thom, R. (1954). “Quelques propriétés globales des variétés différentiables” (フランス語). Commentarii Mathematici Helvetici:  17 - 86. ISSN 0010-2571.
- Stong, Robert (2016 (first edition, 1968) エラー: 日付が正しく記入されていません。（説明）) (英語). Notes on Cobordism theory. Princeton: Princeton University Press. ISBN 978-0-691-64901-6